# John Kitzhaber
John Albert Kitzhaber (Colfax, Washington, 5 de marzo de 1947) es un político estadounidense del Partido Demócrata. Desde enero de 2011 hasta febrero de 2015 ocupó el cargo de gobernador de Oregón.